# Дженніфер Білз
Дженніфер Білз (англ. Jennifer Beals, нар.. 19 грудня 1963, Чикаго, Іллінойс, США) — американська акторка та модель. Найбільш відома головною роллю у фільмі 1983 року «Танець-спалах», яка принесла їй номінацію на премію «Золотий глобус», а також роллю Бетт Портер у телесеріалі «Секс в іншому місті» (2004—2009).

## Раннє життя
Дженніфер Білз народилася 1963 року в Чикаго (штат Іллінойс) у сім'ї бакалійника і вчительки початкової школи. Дженніфер — мулатка, її батько — афроамериканець, а мати має ірландське коріння. З дитинства, мріючи про сцену, вперше з'явилася в шкільній сценічній постановці. Після цього була незначна роль у фільмі «Мій охоронець» (1980). Після закінчення школи вступила до Єльського університету, де вивчала літературу.

## Кар'єра

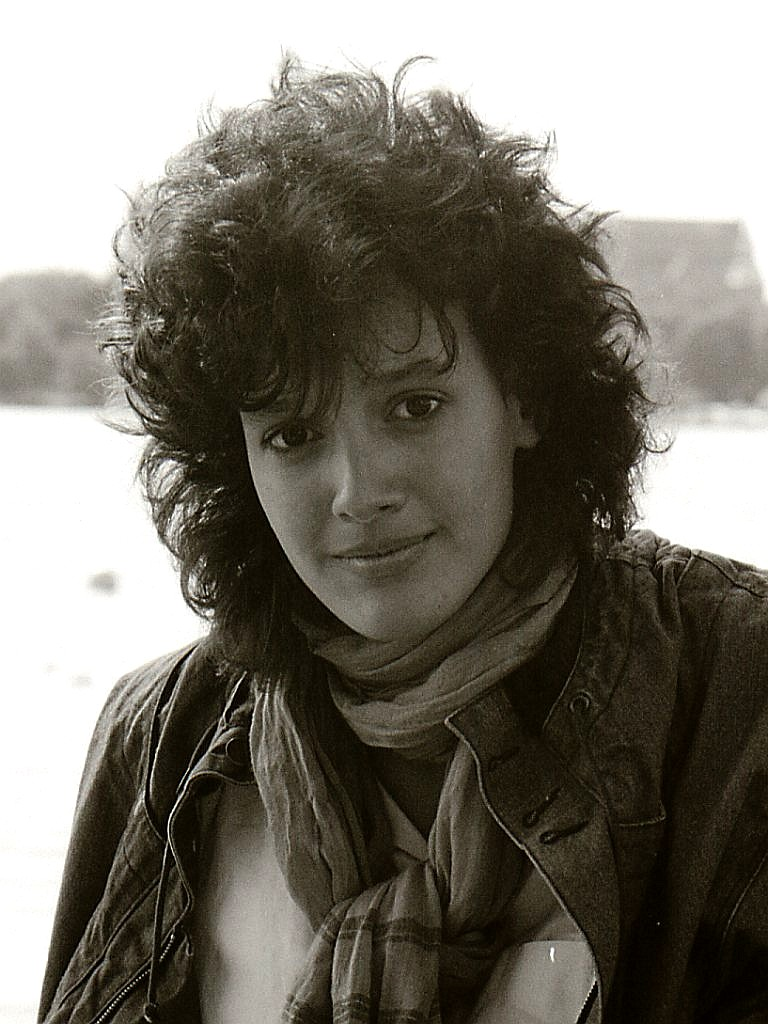
Дженніфер Білз у 1983 році

Ще першокурсницею Дженніфер Білз отримала першу головну роль у фільмі 1983 року «Танець-спалах» про молоду танцюристку, яка закохується в дорослого власника заводу. Фільм зібрав в американському прокаті майже сто мільйонів та увійшов до трійки найкасовіших стрічок року. Білз була номінована на премію «Золотий глобус» за найкращу жіночу роль — комедія або мюзикл за гру у фільмі. Загалом вона отримала похвалу від критики, яка дала негативні відгуки самій картині. Попри успіх фільму, Білз взяла перерву в кар'єрі, щоб сконцентруватися на навчанні, і аж до 1985 року не з'являлася на екранах.
У 1985 році Білз виконала головну роль у фільмі «Наречена» разом зі Стінгом. Фільм отримав негативні відгуки і провалився в прокаті. Вона повернулася до Єльського університету, де у 1987 році здобула ступінь бакалавра в галузі літератури. Наприкінці 1980-х вона відновила кар'єру, але вже не мала значних успіхів на великому екрані і, головним чином, була помітна завдяки ролям другого плану в таких фільмах, як «Поцілунок вампіра» (1988), «Доктор М» (1990), «Місис Паркер і порочне коло» (1994), «Чотири кімнати» (1995), «Диявол у блакитній сукні» (1995), «Пророцтво 2» (1998). Також вона знімалася в безлічі незалежних фільмів. На телебаченні в 1992 році вона виконала одну з головних ролей у прайм-тайм мильній опері Аарона Спеллінга «Дорога на Малібу 2000», що проіснувала недовго. Також знялася у безлічі телефільмів.
З 2004 по 2009 рік Дженніфер Білз виконувала одну з головних ролей у телесеріалі каналу Showtime «Секс в іншому місті». Вона грала освічену й розумну лесбійку Бетт Портер, яка стала дуже популярною в певних колах. На великому екрані вона була помітна у фільмах «Прокляття 2» (2006) і «Книга Ілая» (2010). Вона повернулася на телебачення у 2011 році з роллю в серіалі «Влада закону», який був закритий після одного сезону. Після цього вона була запрошеною зіркою у двох епізодах серіалу «Касл» на початку 2012 року, а після недовго проіснував «Доктор мафії». На початку 2013 року Дженніфер Білз була запрошена на роль матріарха великого сімейства до пілоту каналу ABC «Вестсайд», який є сучасною версією «Ромео і Джульєтти».

## Особисте життя
Після закінчення університету Дженніфер Білз одружилася з незалежним режисером Олександрос Роквеллом і з'явилася в кількох його фільмах. Вони розлучилися в 1996 році. 
У 1998 році одружилася з канадським підприємцем Кеном Діксоном і 18 жовтня 2005 року народила дочку.

## Фільмографія
| Рік       |    | Українська назва                          | Оригінальна назва                           | Роль                         |
| --------- | -- | ----------------------------------------- | ------------------------------------------- | ---------------------------- |
| 1980      | ф  | Мій охоронець                             | My Bodyguard                                | подруга Кліффорда            |
| 1983      | ф  | Танець-спалах                             | Flashdance                                  | Алекс Оуенс                  |
| 1985      | ф  | Наречена                                  | The Bride                                   | Єва                          |
| 1985      | с  | Театр казок                               | Faerie Tale Theatre                         | дівчина                      |
| 1988      | ф  | Азартна гра                               | La Partita                                  | Олівія Кандіоні              |
| 1988      | ф  | Двоїсті рішення                           | Split Decisions                             | Барбара Джуеріб              |
| 1988      | ф  | Поцілунок вампіра                         | Vampire's Kiss                              | Рейчел                       |
| 1989      | ф  | Сини                                      | Sons                                        | трансвестит                  |
| 1990      | ф  | Лікар М                                   | Dr. M                                       | Соня Воглер                  |
| 1990      | тф | Tinikling ou La madonne et le dragon      | Tinikling ou La madonne et le dragon        | Патті Мередіт                |
| 1991      | ф  | Кров і бетон: Історія кохання             | Blood and Concrete                          | Мона                         |
| 1992      | ф  | У супі                                    | In the Soup                                 | Анжеліка Піна                |
| 1992      | ф  | Жах на зустрічі випускників               | Terror Stalks the Class Reunion             | Вірджинія                    |
| 1992      | ф  | Непристойність                            | Indecency                                   | Еллі Шоу                     |
| 1992      | ф  | День розплати 2                           | Le Grand pardon II                          | Джойс Ферранті               |
| 1993      | мф | Злодій і швець                            | The Thief and the Cobbler                   | Принцеса Юм-Юм               |
| 1993      | ф  | Дорогий щоденник                          | Caro diario                                 | грає саму себе               |
| 1993      | тф | Нічна сова                                | The Night Owl                               | Джулія                       |
| 1994      | ф  | Місіс Паркер та порочне коло              | Mrs. Parker and the Vicious Circle          | Гертруда Бенчли              |
| 1994      | ф  | Пошук одноокого Джиммі                    | The Search for One-eye Jimmy                | Еллен                        |
| 1994      | ф  | Видіння смерті                            | Dead on Sight                               | Ребекка Дарсі                |
| 1995      | ф  | Чотири кімнати                            | Four Rooms                                  | Енджела                      |
| 1995      | ф  | Нехай це буду я                           | Let It Be Me                                | Емілі Тейлор                 |
| 1995      | ф  | Диявол у блакитній сукні                  | Devil in a Blue Dress                       | Дафна Моне                   |
| 1997      | ф  | Думки, сповнені бажання                   | Wishful Thinking                            | Елізабет                     |
| 1997      | ф  | Сутінки сімейства Голд                    | The Twilight of the Golds                   | Сюзанна Штайн-Голд           |
| 1998      | ф  | Пророцтво 2                               | The Prophecy II                             | Валері Росалес               |
| 1998      | тф | Пустощі                                   | The Spree                                   | Зінія Келлі                  |
| 1998      | ф  | Останні дні диско                         | The Last Days of Disco                      | Ніна                         |
| 1998      | ф  | Тіло і душа                               | Body and Soul                               | Джина                        |
| 1999      | с  | Голод                                     | The Hunger                                  | Джейн                        |
| 1999      | ф  | Турбулентність 2: Страх перед польотом    | Fear of Flying                              | Джессіка                     |
| 1999      | ф  | Щось більше                               | Something More                              | Ліза                         |
| 2000      | тф | Без злого умислу                          | Without Malice                              | Саманта Вілкс                |
| 2000      | ф  | Справа честі                              | A House Divided                             | Аманда Діксон                |
| 2000      | ф  | Погоня за вкраденої боєголовкою           | Militia                                     | Джулі Сандерс                |
| 2001      | ф  | За межею                                  | Out of Line                                 | Дженні Капітанас             |
| 2001      | ф  | Ювілей                                    | The Anniversary Party                       | Джина Тейлор                 |
| 2001      | ф  | Після шторму                              | After the Storm                             | місіс Гавот                  |
| 2001      | тф | Свято всіх святих                         | The Feast of All Saints                     | Доллі Роуз                   |
| 2001      | ф  | The Big House                             | The Big House                               | Лоррейн Брюстер              |
| 2002      | ф  | 13 місяців                                | 13 Moons                                    | Сьюзі                        |
| 2002      | ф  | Роджер Доджер                             | Roger Dodger                                | Софі                         |
| 2002      | ф  | Прихована злоба                           | They Shoot Divas, Do not They?              | Сара Вінстон                 |
| 2003      | ф  | Вердикт за гроші                          | Runaway Jury                                | Ванесса Лембек               |
| 2004      | ф  | Злови ту дитину                           | Catch That Kid                              | Моллі                        |
| 2004      | с  | Фрейзер                                   | Frasier                                     | Енн Ренберг (2 епізоди)      |
| 2004—2009 | с  | Секс в іншому місті                       | The L word                                  | Бетт Портер                  |
| 2005      | ф  | Смерть у лагуні                           | Desolation Sound                            | Елізабет Сторі               |
| 2005      | ф  | Костолом                                  | Break a Leg                                 | Джульєт                      |
| 2006      | ф  | Прокляття 2                               | The Grudge 2                                | Тріш                         |
| 2006      | ф  | Неспокійні води                           | Troubled Waters                             | Дженніфер Бек                |
| 2007      | ф  | Мене звуть Сара                           | My Name Is Sarah                            | Сара Уїнстон                 |
| 2009      | ф  | Шахістка                                  | Joueuse                                     | американка                   |
| 2009      | с  | Теорія брехні                             | Lie to Me                                   | Зої Ландау                   |
| 2010      | ф  | Різдвяні пригоди сімейства Фоксів         | The Night Before the Night Before Christmas | Енжелла Фокс                 |
| 2010      | ф  | Книга Ілая                                | The Book of Eli                             | Клаудіа                      |
| 2011      | с  | Влада закону                              | The Chicago Code                            | Тереза Колвін                |
| 2012      | с  | Касл                                      | Castle                                      | Софія Тернер                 |
| 2013      | ф  | Кінороман                                 | Cinemanovels                                | Подруга Грейс                |
| 2013      | тф | Вестсайд                                  | Westside                                    | Ліза Карвер                  |
| 2014      | с  | Мотив                                     | Motive                                      | Софія Балфур (1 епізод)      |
| 2016      | ф  | Журналіст                                 | Manhattan Night                             | Ліза Рен                     |
| 2017      | ф  | Матриця часу                              | Before I Fall                               | Джулі Кінгстон               |
| 2016—2017 | с  | Нічна зміна                               | The Night Shift                             | Сід Дженнінгс (7 епізодів)   |
| 2017      | с  | Останній магнат                           | The Last Tycoon                             | Марго Тафт (3 епізоди)       |
| 2018      | ф  | Біла орхідея                              | White Orchid                                | Вівіан                       |
| 2017—2018 | с  | Викрадена                                 | Taken                                       | Крістіна Гарт (головна роль) |
| 2019      | с  | Болотяна істота                           | Swamp Thing                                 | Люсіль Кейбл (9 епізодів)    |
| 2019      | ф  | Після                                     | After                                       | Карен Скотт                  |
| 2021—2022 | с  | Книга Боби Фетта                          | The Book of Boba Fett                       | Ґарса Фвип (4 епізоди)       |
| 2022      | с  | Закон і порядок: Організована злочинність | Law & Order: Organized Crime                | Кассандра Вебб (5 епізодів)  |
| 2022      | ф  | Найщасливіша дівчина на світі             | Luckiest Girl Alive                         | Лоло Вінсент                 |
| 2019—2023 | с  | Секс в іншому місті: Покоління Q          | The L Word: Generation Q                    | Бетт Портер                  |